# Duke of Lancaster (Schiff)
Die Duke of Lancaster ist eine ehemalige Passagierfähre, die 1956 für die englische British Transport Commission in Dienst gestellt wurde und seit 1979 in Mostyn bei Liverpool aufgelegt ist.

## Dienstzeit

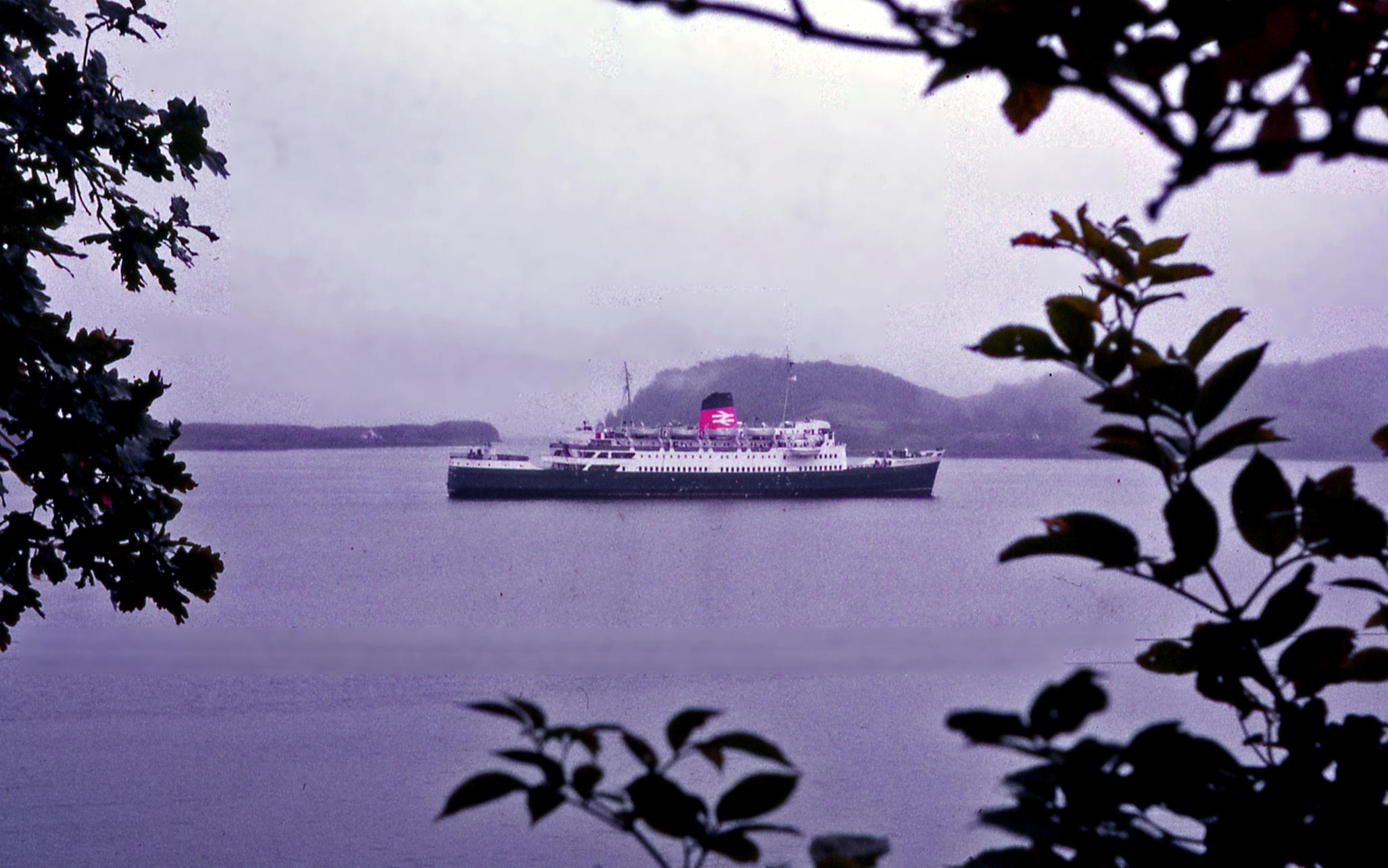
Die Duke of Lancaster im Jahr 1961

Das Passagierschiff war zusammen mit seinen Schwesterschiffen Duke of Rothesay und Duke of Argyll die letzte für die British Transport Commission gebaute Fähre, die ausschließlich Passagiere beförderte. Sie wurde bei Harland & Wolff in Belfast gebaut, 1956 fertiggestellt und ersetzte die gleichnamige Duke of Lancaster von 1928. Sie wurde überwiegend auf der Route Heysham–Belfast eingesetzt. 1963 wurde sie an die britische Reederei Sealink verkauft, die sie weiter auf der Route Heysham–Belfast einsetzte. Ab Mitte der 1960er Jahre galten jedoch Schiffe wie die Duke of Lancaster als veraltet. 1969 wurde das Schiff dennoch modernisiert. Die beiden Schwesterschiffe wurden in den 1970er Jahren außer Dienst gestellt und anschließend verschrottet. Die Duke of Lancaster wurde zunächst noch auf der Route Fishguard-Rosslare eingesetzt, 1978 außer Dienst gestellt und in Barrow-in-Furness aufgelegt.

## Das „Fun Ship“
1979 wurde die ausgediente Fähre an die in Liverpool ansässige Gesellschaft Empirewise verkauft und nach Mostyn in Nordwales geschleppt. Die Gesellschaft plante, die Fähre als schwimmendes Hotel, Einkaufszentrum und Museum namens Fun Ship zu betreiben. Es gibt widersprüchliche Angaben darüber, ob und wie lange das Schiff unter dem angedachten Zweck tatsächlich im Einsatz war. Spätestens seit 2004 lag es ungenutzt in Mostyn.

## Zukünftige Verwendung
Das Schiff befindet sich bis heute am Strand von Llanerch-y-Mor bei Mostyn. Trotz seines scheinbar schlechten Zustandes ist die Inneneinrichtung des Schiffs sehr gut erhalten. Genaue Pläne für die weitere Verwendung der Duke of Lancaster gibt es nicht. Im März 2013 wurde das Schiff von mehreren Künstlern mit Kunstmotiven bemalt. Unter anderem befand sich am Rumpf des Schiffes ein Porträt des ersten Kapitäns der Duke of Lancaster, John „Jack“ Irwin. Jedoch wurde der Rumpf des Schiffes im Jahr 2017 vollkommen schwarz überstrichen.
Seit 2021 gibt es erneute Bemühungen, die Duke of Lancaster zu restaurieren und als Touristenattraktion zu erhalten. Im selben Jahr wurde das Schiff für Dreharbeiten für die Fernsehserie Three Little Birds von ITV verwendet. Trotz kleinerer Sanierungsarbeiten bleibt die Zukunft der Fähre aufgrund behördlicher Restriktionen ungewiss.